# Danh sách quốc điểu
Đây là danh sách quốc điểu, gồm các loài chim biểu tượng của các nước, trong đó hầu hết là chính thức, riêng một số là không chính thức.

## Quốc điểu
| Quốc gia/Vùng lãnh thổ      | Tên chim                                                                       | Tên khoa học                    | Chính thức | Hình ảnh | Nguồn tham khảo   |
| --------------------------- | ------------------------------------------------------------------------------ | ------------------------------- | ---------- | -------- | ----------------- |
| Angola                      | Cắt Peregrine                                                                  | Falco peregrinus                | Có         |          | [ 1 ]             |
| Anguilla                    | Bồ câu Zenaida                                                                 | Zenaida aurita                  | Có         |          | [ 2 ]             |
| Anh                         | Oanh châu Âu                                                                   | Erithacus rubecula              | Có         |          | [ 3 ]             |
| Antigua và Barbuda          |                                                                                | Fregata magnificens             | Có         |          | [ 4 ]             |
| Argentina                   |                                                                                | Furnarius rufus                 | Có         |          | [ 5 ]             |
| Australia                   | Đà điểu Emu                                                                    | Dromaius novaehollandiae        | Không      |          | [ 6 ]             |
| Áo                          | Nhạn bụng trắng                                                                | Hirundo rustica                 | Có         |          | [ 7 ]             |
| Ấn Độ                       | Công lam (công Ấn Độ)                                                          | Pavo cristatus                  | Có         |          | [ 8 ]             |
| Bahamas                     | Hồng hạc Mỹ                                                                    | Phoenicopterus ruber            | Có         |          | [ 9 ]             |
| Bahrain                     | Chim bông lau                                                                  | Pycnonotus leucogenys           | Có         |          | [ 10 ]            |
| Bangladesh                  | Chích chòe than                                                                | Copsychus saularis              | Có         |          | [ 11 ]            |
| Belarus                     | Cò trắng                                                                       | Ciconia ciconia                 | Có         |          | [ 12 ]            |
| Bỉ                          | Cắt lượn                                                                       | Falco tinnunculus               | Có         |          | [ 13 ]            |
| Belize                      |                                                                                | Ramphastos sulfuratus           | Có         |          | [ 14 ]            |
| Bermuda                     |                                                                                | Pterodroma cahow                | Không      |          | [ 15 ]            |
| Bhutan                      | Quạ thường                                                                     | Corvus corax                    | Có         |          | [ 16 ]            |
| Bolivia                     | Thần ưng Andes                                                                 | Vultur gryphus                  | Có         |          | [ 17 ]            |
| Botswana                    | Sả ngực hoa cà                                                                 | Coracias caudata                | Có         |          | [ 18 ]            |
| Botswana                    | Đại bàng vàng                                                                  | Aquila chrysaetos               | Có         |          | [ cần dẫn nguồn ] |
| Brazil                      | Chim hoét                                                                      | Turdus rufiventris              | Có         |          | [ 19 ]            |
| Brazil                      |                                                                                | Guaruba guarouba                | Không      |          | [ 20 ]            |
| Quần đảo Virgin thuộc Anh   | Bồ câu bi ai                                                                   | Zenaida macroura                | Có         |          | [ 21 ]            |
| Campuchia                   | Cò quăm lớn                                                                    | Thaumatibis gigantea            | Có         |          | [ 22 ]            |
| Quần đảo Cayman             |                                                                                | Vẹt Cuba                        | Có         |          | [ 23 ]            |
| Chile                       | Thần ưng Andes                                                                 | Vultur gryphus                  | Có         |          | [ 24 ]            |
| Colombia                    | Thần ưng Andes                                                                 | Vultur gryphus                  | Có         |          | [ 25 ]            |
| Costa Rica                  |                                                                                | Turdus grayi                    | Có         |          | [ 26 ]            |
| Côte d'Ivoire               |                                                                                | Tauraco leucotis                | Có         |          | [ cần dẫn nguồn ] |
| Cuba                        |                                                                                | Nuốc Cuba                       | Có         |          | [ 27 ]            |
| Dominica                    |                                                                                | Vẹt hoàng đế                    | Có         |          | [ 28 ]            |
| Cộng hòa Dominica           |                                                                                | Dulus dominicus                 | Có         |          | [ 29 ]            |
| Đan Mạch                    | Thiên nga trắng                                                                | Cygnus olor                     | Có         |          | [ 30 ]            |
| Đức                         | Đại bàng đuôi trắng                                                            | Haliaeetus albicilla            | Có         |          | [ cần dẫn nguồn ] |
| Ecuador                     | Thần ưng Andes                                                                 | Vultur gryphus                  | Có         |          | [ 31 ]            |
| El Salvador                 |                                                                                | Eumomota superciliosa           | Có         |          | [ 32 ]            |
| Estonia                     | Nhạn bụng trắng (nhạn nhà)                                                     | Hirundo rustica                 | Có         |          | [ 33 ]            |
| Quần đảo Faroe              | Chim ác là Eurasian Oystercatcher                                              | Haematopus ostralegus           | Có         |          | [ 34 ]            |
| Gibraltar                   |                                                                                | Alectoris barbara               | Có         |          | [ 35 ]            |
| Grenada                     | Bồ câu Grenada                                                                 | Leptotila wellsi                | Có         |          | [ 36 ]            |
| Guatemala                   |                                                                                | Pharomachrus mocinno            | Có         |          | [ 37 ]            |
| Guyana                      | Hoatzin                                                                        | Opisthocomus hoazin             | Có         |          | [ 38 ]            |
| Haiti                       |                                                                                | Nuốc Hispaniola                 | Có         |          | [ 39 ]            |
| Hàn Quốc                    |                                                                                | Pica (pica) serieca             | Có         |          | [ cần dẫn nguồn ] |
| Hoa Kỳ                      | Đại bàng đầu trắng                                                             | Haliaeetus leucocephalus        | Có         |          | [ 40 ]            |
| Honduras                    |                                                                                | Vẹt hồng                        | Có         |          | [ 41 ]            |
| Hungary                     | Ô tác lớn                                                                      | Otis tarda                      | Có         |          | [ 42 ]            |
| Hy Lạp                      | Chim cú                                                                        | Athene noctua                   | Có         |          | [ cần dẫn nguồn ] |
| Iceland                     | Cắt kền kền                                                                    | Falco rusticolus                | Có         |          | [ 43 ]            |
| Indonesia                   | Diều Java                                                                      | Nisaetus bartelsi               | Có         |          | [ 44 ]            |
| Iraq                        |                                                                                | Alectoris chuckar               | Có         |          | [ 45 ]            |
| Israel                      | Chim đầu rìu                                                                   | Upupa epops                     | Có         |          | [ 46 ]            |
| Ireland                     | Tiêu liêu                                                                      | Troglodytes troglodytes         | Không      |          | [ cần dẫn nguồn ] |
| Ireland                     | Oanh châu Âu                                                                   | Erithacus rubecula              | Không      |          | [ cần dẫn nguồn ] |
| Jamaica                     |                                                                                | Trochilus polytmus              | Có         |          | [ 47 ]            |
| Jordan                      | Sẻ Sinai                                                                       | Carpodacus synoicus             | Có         |          | [ 48 ]            |
| Latvia                      | Chìa vôi trắng                                                                 | Motacilla alba                  | Có         |          | [ 49 ]            |
| Liberia                     | Chào mào lông chòm                                                             | Pycnonotus barbatus             | Có         |          | [ 48 ]            |
| Litva                       | Cò trắng                                                                       | Ciconia ciconia                 | Có         |          | [ 50 ]            |
| Luxembourg                  | Chim mào vàng                                                                  | Regulus regulus                 | Có         |          | [ 51 ]            |
| Malawi                      |                                                                                | Nuốc đuôi vạch                  | Có         |          | [ cần dẫn nguồn ] |
| Mauritius                   | Dodo                                                                           | Raphus cucullatus               | Có         |          | [ cần dẫn nguồn ] |
| Mexico                      |                                                                                | Polyborus plancus               | Có         |          | [ 52 ]            |
| Mexico                      | Ưng vàng                                                                       | Aquila chrysaetos               | Có         |          | [ 53 ]            |
| Montserrat                  | Vàng anh Montserrat                                                            | Icterus oberi                   | Có         |          | [ 54 ]            |
| Myanmar                     | Gà tiền mặt vàng                                                               | Polyplectron bicalcaratum       | Có         |          | [ 55 ]            |
| Nam Phi                     |                                                                                | Anthropoides paradisea          | Có         |          | [ 1 ] [ 56 ]      |
| Nam Sudan                   | Đại bàng cá châu Phi                                                           | Haliaeetus vocifer              | Có         |          | [ cần dẫn nguồn ] |
| Namibia                     |                                                                                | Laniarius atrococcineus         | Có         |          | [ 1 ]             |
| Nepal                       | Gà lôi Himalaya                                                                | Lophophorus impejanus           | Có         |          | [ 57 ]            |
| New Zealand                 | Kiwi                                                                           | Apteryx mantelli                | Không      |          | [ 58 ]            |
| Nhật Bản                    | Trĩ lục (Được công bố là quốc điểu bởi một tổ chức phi chính phủ vào năm 1947) | Phasianus versicolor            | Có         |          | [ 59 ]            |
| Nicaragua                   |                                                                                | Eumomota superciliosa           | Có         |          | [ 60 ]            |
| Nigeria                     |                                                                                | Hạc vương miện đen              | Có         |          | [ 61 ]            |
| Na Uy                       | Chim lội suối (hoét nước họng trắng)                                           | Cinclus cinclus                 | Có         |          | [ 62 ]            |
| Pakistan                    |                                                                                | Alectoris chukar                | Có         |          | [ 63 ]            |
| Palestine                   | Hút mật Palestine                                                              | Cinnyris oseus                  | Đề xuất    |          | [ cần dẫn nguồn ] |
| Panama                      |                                                                                | Harpia harpyja                  | Có         |          | [ 64 ]            |
| Papua New Guinea            | Chim thiên đường Raggiana                                                      | Paradisaea raggiana             | Có         |          | [ 65 ]            |
| Paraguay                    |                                                                                | Procnias nudicollis             | Có         |          | [ 66 ]            |
| Peru                        |                                                                                | Rupicola peruvianus             | Có         |          | [ 67 ]            |
| Pháp                        | Gà                                                                             | Gallus gallus                   | Có         |          | [ 68 ]            |
| Phần Lan                    | Thiên nga lớn                                                                  | Cygnus cygnus                   | Có         |          | [ 69 ]            |
| Philippines                 | Đại bàng Philippines                                                           | Pithecophaga jefferyi           | Có         |          | [ 70 ]            |
| Puerto Rico                 |                                                                                | Spindalis Portoricensis         | Có         |          | [ 71 ]            |
| Romania                     | Bồ nông chân hồng                                                              | Pelecanus onocrotalus           | Không      |          | [ cần dẫn nguồn ] |
| Saint Helena                | Choi choi Saint Helena                                                         | Charadrius sanctaehelenae       | Có         |          | [ 72 ]            |
| Saint Kitts và Nevis        | Bồ nông phương tây                                                             | Pelecanus occidentalis          | Có         |          | [ 73 ]            |
| Saint Vincent và Grenadines | Vẹt St Vincent                                                                 | Amazona guildingii              | Có         |          | [ 74 ]            |
| Scotland                    | Ưng vàng                                                                       | Aquila chrysaetos               | Có         |          | [ 75 ]            |
| Singapore                   | Hút mật đỏ                                                                     | Aethopyga siparaja              | Không      |          | [ 76 ]            |
| Sri Lanka                   | Gà rừng Sri Lanka                                                              | Gallus lafayetii                | Có         |          | [ 77 ]            |
| Sudan                       | Diều ăn rắn                                                                    | Sagittarius serpentarius        | Có         |          | [ cần dẫn nguồn ] |
| Swaziland                   | Turaco ngực tía                                                                | Tauraco porphyreolophus         | Có         |          | [ 1 ]             |
| Tây Ban Nha                 | Đại bàng Tây Ban Nha                                                           | Aquila adalberti                | Có         |          | [ 78 ]            |
| Thụy Điển                   | Chim hoét                                                                      | Turdus merula                   | Có         |          | [ 79 ]            |
| Thái Lan                    | Gà lôi hông tía                                                                | Lophura diardi                  | Có         |          | [ 80 ]            |
| Thổ Nhĩ Kỳ                  |                                                                                | Turdus iliacus                  | Có         |          | [ cần dẫn nguồn ] |
| Trinidad and Tobago         | Cò quăm đỏ                                                                     | Eudocimus ruber                 | Có         |          | [ 81 ]            |
| Trinidad and Tobago         |                                                                                | Ortalis ruficauda               | Có         |          | [ 81 ]            |
| Trung Quốc                  | Sếu (Hạc Nhật Bản) (từ 2004)                                                   | Grus japonensis                 | Có         |          | [ 82 ]            |
| Uganda                      | Sếu vương miện xám                                                             | Balearica regulorum gibbericeps | Có         |          | [ 83 ]            |
| Venezuela                   | Troupial                                                                       | Icterus icterus                 | Có         |          | [ 84 ]            |
| Zambia                      | Đại bàng cá châu Phi                                                           | Haliaeetus vocifer              | Có         |          | [ 1 ] [ 85 ]      |
| Zimbabwe                    | Đại bàng cá châu Phi                                                           | Haliaeetus vocifer              | Có         |          | [ 1 ]             |